# Liste der Baudenkmale in Oldenburg (Oldb) – Jahnstraße
In der Liste der Baudenkmale in Oldenburg (Oldb) – Jahnstraße stehen alle Baudenkmale der Jahnstraße in Oldenburg (Oldb).  Die Quelle der IDs und der Beschreibungen ist der Denkmalatlas Niedersachsen.
Der Stand der Liste ist das Jahr 2022(10).

## Allgemein
In den Spalten befinden sich folgende Informationen:
- Lage: die Adresse des Baudenkmales und die geographischen Koordinaten. Kartenansicht, um Koordinaten zu setzen. In der Kartenansicht sind Baudenkmale ohne Koordinaten mit einem roten Marker dargestellt und können in der Karte gesetzt werden. Baudenkmale ohne Bild sind mit einem blauen Marker gekennzeichnet, Baudenkmale mit Bild mit einem grünen Marker.
- Bezeichnung: Bezeichnung des Baudenkmales
- Beschreibung: die Beschreibung des Baudenkmales. Unter § 3 Abs. 2 NDSchG werden Einzeldenkmale und unter § 3 Abs. 3 NDSchG Gruppen baulicher Anlagen und deren Bestandteile ausgewiesen.
- ID: die Objekt-ID des Baudenkmales
- Bild: ein Bild des Baudenkmales, ggf. zusätzlich mit einem Link zu weiteren Fotos des Baudenkmals im Medienarchiv Wikimedia Commons. Wenn man auf das Kamerasymbol klickt, können Fotos zu Baudenkmalen aus dieser Liste hochgeladen werden:

Zurück zur Hauptliste
| Lage                                    | Bezeichnung | Beschreibung | ID       | Bild |
| --------------------------------------- | ----------- | --- | -------- | ---- |
| Jahnstraße 1 53° 8′ 28″ N, 8° 12′ 3″ O  | Wohnhaus    | Giebelständiger eingeschossiger Putzbau unter Mansarddach mit Schopfwalm. Fassade zweigeschossig, mittig Eingang, rechts polygonaler eingeschossiger Standerker unter Balkon, im Obergeschoss fünf Fenster. An beiden Seiten Zwerchhäuser mit Schleppdach. Fledermausgaupen. Gliederung durch Fensterläden. Vorgarten und Einfriedung aus Eisen mit massiven Pfosten. Erbaut 1911–1912, Architekt: Johann Husmann. | 37450369 | BW   |
| Jahnstraße 2 53° 8′ 28″ N, 8° 12′ 1″ O  | Wohnhaus    | Giebelständiger zweigeschossiger Putzbau über Sockelgeschoss unter Mansarddach mit Schopfwalm. Links zweigeschossiger Standerker, daneben im EG und OG Terrasse. Rechts Risalit mit Zwerchgiebel und Mansarddach, davor zweigeschossiger Standerker mit Dreifenstergruppen unter Balkon. Auf der rechten Seite zurückgesetzter zweigeschossiger Vorbau mit Eingang, Giebel nach rechts und Mansarddach. Vorgarten. Erbaut 1912–1913, Architekt: Johann Husmann. | 37433382 | BW   |
| Jahnstraße 3 53° 8′ 27″ N, 8° 12′ 4″ O  | Gartenhaus  | | 39025210 | BW   |
| Jahnstraße 7 53° 8′ 26″ N, 8° 12′ 2″ O  | Wohnhaus    | Zweigeschossiger Putzbau über Sockelgeschoss unter Mansarddach. Links Eingang, mittig flacher Risalit mit eingeschossigem Standerker unter Balkon. Rechts Sockel vorgezogen für Terrasse mit jüngerem Wintergarten. Ehemals mit Giebel und Risalitgiebel unter steilem Mansarddach, OG stark verändert und Dach ganz erneuert. Vorgarten, ehemals mit Holzzaun und massiven Pfosten. Erbaut 1911–1912, Architekt: Johann Husmann, nach Bombenschaden 1945 vereinfachter Wiederaufbau. | 37433481 | BW   |
| Jahnstraße 8 53° 8′ 26″ N, 8° 12′ 0″ O  | Wohnhaus    | Eingeschossiger giebelständiger Putzbau über Sockelgeschoss unter Satteldach. Links Dreifenstergruppe, rechts eingeschossiger polygonaler Standerker. Auf der rechten Seite zurückgesetzter Vorbau mit Eingang. Vorgarten und eiserne Einfriedung. Erbaut 1922, Architekt: Johann Husmann. | 37433532 | BW   |
| Jahnstraße 9 53° 8′ 26″ N, 8° 12′ 2″ O  | Wohnhaus    | Eingeschossiger giebelständiger Putzbau über Sockelgeschoss mit Mansarddach. Straßenfront zweigeschossig, links ein breiterer und rechts ein schmalerer eingeschossiger Standerker auf Segmentbogengrundriss. Im Obergeschoss vier Fenster. Sockel in Naturstein. Gliederung mit Fensterläden. Giebelspitze mit Holz verschalt. Auf der linken Seite großer Vorbau mit Eingang unter Schopfwalmdach. Vorgarten und Einfriedung als Holzzaun auf massiver Mauer mit Pfosten. Erbaut 1912–1913, Architekt: Johann Husmann. Letzter Oldenburger Wohnsitz von Hans Biermann (1868–1946), Herausgeber des „Oldenburger Residenzboten“.                                                                        | 37450393 | BW   |
| Jahnstraße 10 53° 8′ 26″ N, 8° 12′ 0″ O | Wohnhaus    | Eingeschossiger Putzbau von sechs Achsen über Sockelgeschoss unter Mansardwalmdach. Rechts Eingang, linke drei Achsen als Standerker auf segmentbogenförmigem Grundriss. Walmgaupen. Sparsame Putzgliederung: Rahmungen jeweils einer Fensterachse. Vorgarten mit Einfriedung als Holzzaun auf massiver Mauer und Pfosten. Erbaut 1924, Architekt: Johann Husmann. | 37433583 | BW   |
| Jahnstraße 11 53° 8′ 25″ N, 8° 12′ 2″ O | Wohnhaus    | Zweigeschossiger Putzbau über Sockelgeschoss unter Walmdach. Links eingeschossiger Standerker auf segmentbogenförmigem Grundriss unter Balkon, rechts zwei Fenster, im OG zwei Fensterachsen. Auf der linken Seite leicht zurückgesetzter eingeschossiger Vorbau mit Eingang in ganzer Tiefe des Hauses unter Schleppdach mit Zwerchhaus. Portalrahmung mit Säulen und Vordach. Vorgarten. Erbaut 1915, Architekt: Johann Husmann. | 37450419 | BW   |
| Jahnstraße 13 53° 8′ 25″ N, 8° 12′ 2″ O | Wohnhaus    | Eckhaus zur Lasiusstraße und dem südlich anschließenden Park. Zweigeschossiger Putzbau von drei Achsen über Kellersockel unter Mansardwalmdach. Mittig rundbogiger Eingang. Sparsame Putzgliederung: Portalrahmung mit Rankenfries, breite Lisenen. Rechte Seite zur Lasiusstraße mit fünf Achsen, mittig polygonaler eingeschossiger Standerker mit ionischen Säulen unter Balkon. Auf beiden Seiten Gaupen mit Rundgiebel. Vorgarten, zur Lasiusstraße Hausgarten. Erbaut 1913–1914, Architekt: Kurt Boschen. | 37450444 | BW   |
| Jahnstraße 14 53° 8′ 25″ N, 8° 12′ 0″ O | Wohnhaus    | Eckhaus zur Lasiusstraße und zum südlich anschließenden Park. Eingeschossiger Putzbau von zwei Achsen unter Mansardwalmdach. Auf der rechten Seite zurückgesetzter Vorbau mit Eingang. Drei Gaupen mit Rundgiebeln, darüber Schwalbenschwanzgaupe. Auf der linken Seite zur Lasiusstraße drei Achsen, mittig zweigeschossiger Risalit mit Dreiecksgiebel, davor eingeschossiger halbkreisförmiger Standerker mit Säulen unter Balkon. Seitlich je eine Gaupe mit Rundgiebel. Sparsame Putzgliederung: gequaderte Lisenen. Fensterläden. Vorgarten, zur Lasiusstraße teils Hausgarten, und Einfriedung mit Holzzaun auf Mauer, an den Eingängen Backsteinpfosten. Erbaut 1920, Architekt: Johann Husmann. | 37434227 | BW   |